# 熱帯 (小説)
『熱帯』（ねったい）は、森見登美彦による長編小説。第160回 直木三十五賞候補、第16回 本屋大賞候補。第6回 高校生直木賞受賞作。

## 概要
誰も結末にたどり着けない謎の小説『熱帯』を通して、「小説とは何か」に挑んだ「小説をめぐる小説」。

2010年にウェブ文芸誌『マットグロッソ』（イースト・プレス）に第三章まで掲載され、連載中断をはさみ連載掲載分の大幅な書き直しと第四章以降の書き下ろしを加え、2018年11月16日に文藝春秋より単行本が刊行された。2021年9月1日に文春文庫版が刊行された。
本作は、作中に登場する謎の小説『熱帯』が登場人物たちそれぞれの視点で語られ、その中にさらに別の物語が挿入されるという「入れ子構造」を持つ作品であり、森見が本作の下敷きにしたとする『千一夜物語』に見られる、物語の中で別の物語が連鎖的に語られる「入れ子構造」の形式が踏襲されている。

## 制作背景
森見は2009年ごろにECサイト・Amazon.co.jp 上で運営される無料のウェブ文芸誌『マットグロッソ』への執筆依頼を受け、アマゾンでの連載ということで「小説についての小説を書く」という題材を思いつき、「自分の小説らしくない題名」「みんなで謎の本を捜す」という設定だけを決め、2010年から連載を開始する。しかし、同時に多くの連載を抱えすぎたため徐々に手に負えない状態となり、体調不良も重なったことから本作を含むすべての連載を中断する。
休筆中、森見は父親から借りて読んだ岩波書店版『千一夜物語』に魅了されており、休筆から約6年後の2017年10月に本作の創作を再開する際にモチーフとして取り入れ、連載部分を大幅に書き直し、後半を新たに書き下ろして単行本を完成させている。
森見は本作の完成に中断期間を含み8年の歳月を要しており、創作が苦しかったため、「こういう小説はもう二度と書きません」と述べている。
上記の通り、森見は2011年に休筆しているが、中断した作品の中で後日完成させたものは『聖なる怠け者の冒険』、『有頂天家族 二代目の帰朝』、『夜行』、そしてこの『熱帯』の4作品のみで、これらの完成をもって2011年の後始末がようやく終わったと語る。
連載当時、連載誌『マットグロッソ』が ECサイト・Amazon.co.jp上の無料のウェブ文芸誌であった特性を活かし、Amazon.co.jp上で作中の謎の小説『熱帯』の作者「佐山尚一」の名前で検索すると、架空の『熱帯』の商品ページが表示される仕掛けが施されていた。そのことから「小説が紛失した」など、物語の世界観を踏まえた読者からのレビューが投稿されていた。

## あらすじ
第一章 沈黙読書会
汝にかかわりなきことを語るなかれ しからずんば汝は好まざることを聞くならん
学生時代、「私」こと森見登美彦は京都の古書店で1982年に出版された佐山尚一の『熱帯』と題された小説を購入する。南洋の孤島に流れ着いた男の奇妙な冒険譚であったが、読み終える前に忽然と部屋から紛失する。それ以来、私は古書店などで『熱帯』を探し続けるが、見つけられずにいた。
後に作家となった私は元同僚に誘われて都内の喫茶店で開かれた「沈黙読書会」に参加し、そこで『熱帯』を手にする白石さんという女性と出会う。白石さんは「この本を最後まで読んだ人はいない」と謎めいた言葉を口にする。
かくして彼女は語り始め、ここに『熱帯』の門は開く。
第二章 学団の男
白石さんはかつて『熱帯』を読みかけのまま紛失していたが、『熱帯』の行方を追う池内氏と知り合い、「学団」と呼ぶ集まりに誘われる。そこで彼女は、同じように『熱帯』を書見中に、どこかで紛失し、内容を思い出しながら復元しようとする中津川氏、新城君、千夜さんたち学団員と出会う。
学団で『熱帯』の内容を思い出すサルベージ活動を通じて、白石さんが「砂漠の宮殿」の場面を思い出し復元が少し進むと、彼女は千夜さんから自宅に招かれる。千夜さんの住むマンションで白石さんはさらに「満月の魔女」のことを思い出すと、千夜さんは突然学団からの脱退を宣言し姿を消す。
その後、京都から池内氏のもとに「私の『熱帯』だけが本物です」とだけ書かれた絵葉書が届く。池内氏はそれが千夜さんからの誘いと察し、彼女を追い京都へ向かうが、彼は約束の週明けに都内には戻らず消息を絶ち、白石さんのもとへ彼の黒いノートだけが届く。
池内氏の失踪に不安を覚えた白石さんは彼の跡を追い、急遽京都行の新幹線に乗車する。そして彼女は『熱帯』の謎を解く手がかりが記されているかもしれない池内氏のノートを車内で読み始める。
第三章 満月の魔女
池内氏は行方不明となった千夜さんの足跡を追い、京都へ向かう。そして吉田山の公園にいた屋台式古書店「暴夜書房」の店主や、一条寺の古道具屋「芳蓮堂」の女主人らと巡り会い、千夜さんや彼女の父・永瀬栄造と佐山尚一にまつわる話を耳にする。
その夜、池内氏は芳蓮堂で手に取ったカードボックスのカードに書かれていた「夜の翼」を店名にする酒場で、画家・牧信夫の孫娘であるマキさんと出会う。さらにホテルへ戻るタクシーの中で千夜さんの友人を名乗る今西氏から電話連絡をうけ、彼と翌日喫茶店で会う約束をする。
翌日、マキさんに勧められた京都市美術館で牧信夫の絵画『満月の魔女』を見つけた池内氏は、「砂漠の宮殿」で声だけ聞こえる姿なき白石さんと邂逅する白昼夢を見る。その後、喫茶店で池内氏は、永瀬栄造が満州の草地で静止する月〈満月の魔女〉と遭遇した出来事を今西氏から伝えられる。
池内氏は千夜さんを追う手がかりとして、芳蓮堂のカードボックスのカードが京都での行動を予示していたことに気づく。池内氏はマキさんから明かされた千夜さんが失踪したという牧信夫の「図書室」に籠もり、南洋の孤島に漂着した若者の姿を捉えてノートに『熱帯』の冒頭文を書き始める。
その瞬間、彼の耳には巨大な門が開く音が聞こえたような気がした。
第四章 不可視の群島
記憶を失った僕は南洋の孤島の砂浜で目覚め、その島で出会った学団の男・佐山尚一に「ネモ」と名付けられる。ここは、魔王が〈創造の魔術〉によって「不可視の群島」を創造する不思議な海域であり、学団はその秘密を手に入れるため佐山を「観測所の島」に派遣していた。
僕は佐山と不可視海域の「自動販売機の島」へ手漕ぎボートで上陸すると、突如出現した「砲台の島」へと続く海の道を発見する。そして僕と佐山は島に近づくとその外周を泳いでまわり、切り立った崖の地下牢に捕らわれた砲台の囚人の助けを借り崖上にたどり着く。
佐山は今西こと図書館長を捕縛して「砲台の島」を占拠し、砲台の囚人を地下牢から解放する。そして佐山は、島にある書棚の「禁書」を読むためやってきた魔王の娘・千夜を人質にするため拳銃を向けるが、千夜に『千一夜物語』の中に隠されていた拳銃で額を撃ち抜かれる。
捕虜となった僕は、魔王の邸宅がある島へと千夜に連れていかれ魔王と対面するが、「汝に関わりなきこと（嘘）」を語った罰として、何もない島へ流刑にされる。「ノーチラス島」と命名したその島に嵐が迫る中、実は船であったその島を動かし、僕は嵐を切り抜ける。
第五章 『熱帯』の誕生
ノーチラス島は海を進み、僕と達磨君は帆船が乗り上げた島に上陸する。僕はその島で出会った老人・シンドバッドを手伝い、海に沈む古道具をサルベージするが、古道具を買い取りに現れた芳蓮堂の主人と彼の娘・ナツメが乗るボートに乗せてもらい、老人の島を去る。僕は芳蓮堂で再会した千夜さんから魔王と同じ〈創造の魔術〉を供えていると告げられ、「進々堂の島」を創り出すが、創造は不完全で人影はすべて石像だった。
芳蓮堂に泊まった僕は、翌朝シンドバッド率いる海賊の襲撃に遭うが、突然島が沈みそうになったため海賊たちは撤退する。僕は千夜さんに誘われ満月の魔女を捜すため「美術館の島」を訪れ、展示室の肖像画に五山の迎え火を発見する。そして僕らはその海域を目指すが、老シンドバッドの海賊船に捕まってしまう。彼はかつて「蝋燭の島」に流れ着き、この海域から出られず絶望の果てに海賊となった異国の若き商人であった。
僕たちは老シンドバッドが〈創造の魔術〉で創り出した「満月の島」に上陸するが、そこでも魔女には会えず、島は地響きと共に崩壊していく。僕は泥水に沈んでいく老シンドバッドを見ながら過去の記憶を蘇らせると吉田神社の節分祭の風景が実体化し、魔王こと永瀬栄造、そして満州の長谷川健一、さらにその源流となった〈満月の魔女〉シャハラザードから商人シンドバッドに託された未完の物語が僕へと託される。そして魔王は僕に「物語ることで自らを救え」と告げる。
気がつくと僕は「観測所の島」に戻っており、これまでの出来事を手記『熱帯』に書き続け、自分が佐山尚一であることを思い出す。すると見慣れた京都の街が浮かび上がり、喫茶店に入った僕が手に取った新聞には1982年2月4日の日付が記されていた。
後記
僕こと佐山尚一は『熱帯』の世界を抜け出し、現実世界へと戻る。しかし、その世界は永瀬栄造のカードボックスが存在しない世界であった。
それから36年後、国立民族学博物館の研究者となった僕は、千夜さんや今西君と交流を続けながら、都内で「沈黙読書会」に参加することになる。
そして読書会で、僕は白石さんという女性が持ち込んだ森見登美彦の『熱帯』を紹介される。
かくして彼女は語り始め、ここに『熱帯』の門は開く

## 登場人物

### 第一章 沈黙読書会
森見 登美彦（もりみ とみひこ）
奈良在住の小説家。第一章の語り手。スランプに陥っており、小説の執筆もそこそこに『千一夜物語』を読みふける。
大学時代、古書店で佐山尚一の『熱帯』を手に入れるが結末を知る前に紛失して以来、16年同書を探し続ける。
森見の妻
小説家として終わったと嘆く夫に、悲観せず果報は寝て待てと言葉をかけ励ます。
女性編集者
文藝春秋の森見担当編集。森見に「幻の小説『熱帯』についての小説」を書くことを提案する。
森見の友人
国会図書館の職員。森見が同所の情報システム課に勤務していた時の同僚。読書とワインを愛する男。
人脈の広さで知った「沈黙読書会」へ森見を誘い参加する。
黒髭の店主
「沈黙読書会」が開かれる喫茶店の店主。読書会の主宰者。がっしりと丈夫そうな体格で黒々とした濃い髭に覆われている。

### 第二章 学団の男
白石さん / 白石 珠子（しらいし たまこ）
叔父の鉄道模型店を手伝う20代半ばくらいの小柄な女性。第二章の中心人物。「沈黙読書会」に佐山尚一の『熱帯』を持参して参加する。
かつて旅先の京都で屋台式古書店「暴夜書房」から佐山尚一の『熱帯』を購入するが、書見中に紛失する。
池内（いけうち）
「学団」のメンバー。第三章の語り手。鉄道模型店の常連客。黒っぽい背広姿の30歳くらいの男性。輸入家具店の店員。
かつて仕事で訪れた奈良のホテルで入手した佐山尚一の『熱帯』を半分まで読むが紛失し、それを契機に備忘録として読書ノートをつけ始める。
中津川 宏明（なかつかわ ひろあき） / ベレーさん
「学団」のメンバー。ベレー帽を被った小太りの初老男性。神保町に古書を保管する事務所をかまえる蒐集家。元美術教師。
池内氏が唱える「千夜さんが読んだ『熱帯』以外はすべて贋物」という仮説に興味を惹かれる。
新城 稔（しんじょう みのる） / がりがり君
「学団」のメンバー。眼鏡をかけてガリガリに痩せた、都内の大学に通う学生。
中津川の語る『千一夜物語』の逸話から、『熱帯』が紛失するのは「言語的な毒物」による暗示で自ら処分、忘却するためとの説を唱える。
海野 千夜（うみの ちよ） / マダム
「学団」のメンバー。50代くらいの謎のマダム。失踪後、「私の『熱帯』だけが本物です」と書かれた京都南禅寺の絵葉書を池内氏に送る。
京都出身。学生時代まで吉田山の高台にあった実家で過ごし、幼少期は父の書斎に忍び込んでは『千一夜物語』を隠れて読んでいた。
暴夜書房の店主
神出鬼没の屋台式古書店の店主。白石さんは旅先の比叡山ロープウェイ乗り場前で遭遇する。
赤い半袖シャツに胸板が厚い逞しい体躯。ロビンソン・クルーソーのような髭を生やしている。本業は御座敷芸人と語る。
白石さんの叔父
有楽町の某ビルディングの地下街にある鉄道模型店の店主。姪と池内が恋仲と疑い、池内が必ず来店する水曜と金曜の昼には店を出ていく。
白石さんの母親
二回目の学団の集まり後に高熱で寝込む娘を看病し、彼女の父親がイチゴを買ってきたことを教える。
白石さんの友人
神保町の小さの出版社の女性編集者。白石さんのために知り合いの編集者たちに『熱帯』や佐山尚一について訊ねてくれる。
そもそも『熱帯』という本は学団の願望の中にしか存在せず、別々の本を重ね合わせ一冊の『熱帯』を捏造しようとしているだけとの仮説を立てる。
輸入家具店の店主
池内氏が勤務する有楽町の某ビルディングの5階にショールームを構える輸入家具店の女性店主。
遅刻すらしたことがない池内氏が無断欠勤し連絡が取れなくなったため、彼の安否を気遣う。

### 第三章 満月の魔女
芳蓮堂の女主人
一乗寺にある古道具屋の女主人。子どものころ、客であった千夜さんに岡崎の動物園や新京極の映画館に連れて行ってもらったことがある。
また、一度だけ千夜の父・栄造と学生だった佐山が芳蓮堂で顔を合わせ、真剣な顔をして何やら小声で議論していた様子を池内氏に教える。
芳蓮堂とその女主人（ナツメ）は、森見の別作品『きつねのはなし』収録の「きつねのはなし」にも登場する。
マキ
牧信夫の孫娘。柳画廊の従業員。祖父の残した「図書室」の影響で「夜の翼」に関する一節を暗唱できるほど『千一夜物語』に詳しくなる。
酒場「夜の翼」で出会った池内氏が店から引き上げると、わざわざ追いかけてきて京都市美術館へ行くよう勧める。
牧 信夫
画家。絵画『満月の魔女』の作者。故人。叡山電鉄の市原駅近くにある町工場を改装したアトリエで、絵画制作と発明を行っていた。
「魔物が住む」と言って家族すら遠ざけたアトリエ裏の平屋を、『千一夜物語』の様々な翻訳本や関連書籍を蒐集する「図書室」としていた。
今西
佐山の親友。佐山から「図書館長」と冗談で呼ばれていた。佐山を介し千夜とも交流があり、池内氏が芳蓮堂に残した名刺を頼りに連絡してくる。
永瀬栄造が満州で「満月の魔女」に遭遇した逸話や、佐山が36年前に吉田神社の節分祭の夜に姿を消したことを池内氏に教える。
佐山 尚一
『熱帯』の作者。アラビア語を学ぶ京都の大学院生で、永瀬栄造のもとで『千一夜物語』の写本を解読するアルバイトをしていた。
古道具3つから「三題噺」で話を作り子どもだった芳蓮堂の女主人を楽しませてくれたが、1982年の2月、吉田神社の節分祭の夜に唐突姿を消す。
永瀬 栄造
千夜の父。帝大卒の化学者。敗戦後、陸軍で駐屯していた満州から日本へ引き上げ、学生時代の友人と化学塗料会社を興す。
美しい銀髪と切れ長の目でどこか西洋人のような見た目から、子どもだった芳蓮堂の女主人にひそかに「魔王様」と呼ばれていた。
満州で最初の妻と息子を喪っており、当地で草地から僅かに浮かんで静止している月「満月の魔女」に遭遇している。
長谷川 健一
元満州鉄道職員。奉天でソ連軍に襲撃される栄造と出会い、ともに目的地の文官屯を目指す。
草地から僅かに浮かんで静止している月を目撃し呆然とする栄造に、あれはずっと私を追いかけてきた「満月の魔女」だと教える。
戦後、文官屯のアパートで「峨眉書房」という古本屋を開業する。
ホテルマン
千夜が京都へ墓参りに出かける際の定宿にしている南禅寺界隈のホテルのスタッフ。
ホテルへ宿泊に訪れた池内氏に千夜からの伝言を渡し、彼女は昔の知り合いを訪ねに一昨日チェックアウトしたと教える。
「夜の翼」の店主
先斗町にある酒場「夜の翼」の店主。エラリー・クイーンやヴァン・ダインなどの古典的推理小説を好む男性。
独立してこの店を開業するときに、牧信夫から「千一夜物語」に由来する「夜の翼」という店名をつけてもらった。
マキの父、マキの兄
祖父の遺品を整理するマキが、アトリエ裏にある平屋を気味悪がるため、遺品整理に同行する。
柳
マキが勤務する四条烏丸にある「柳画廊」の画廊主。生前付き合いがあった牧信夫の遺作の整理に協力する。
遺作整理で平屋の膨大な書籍がすべて『千一夜物語』に関連するものと気づくとともに、整理中に誰かに見られているような気配がしたと呟く。
画廊主の柳と「柳画廊」は森見の別作品『宵山万華鏡』や『夜行』にも登場する。

### 第四章 不可視の群島
僕 / ネモ
南洋にある孤島の砂浜に流れついた記憶を失った若者。第四章と第五章の語り手。20代半ばくらいでひどく汚れたシャツに無精髭。
名前を思い出せないことから、佐山から「ネモ」という名前で呼ばれる。
佐山 尚一
「学団」の男。よれた赤いTシャツと半ズボン。真っ黒なサングラスをかけ日焼けした彫りの深い顔に無精髭。
魔王の持つ〈創造の魔術〉の秘密を手に入れるため、「不可視の群島」を「観測所の島」から観測していた。夜更けに虎に変身する。
魔王
「不可視の群島」を〈創造の魔術〉によって作り出した創造者。美しい銀髪を長く伸ばし、切れ長の涼しい目をした50代くらいの男性。
木製の箱（カードボックス）を〈創造の魔術〉の源泉に、不可視海域で不可解な現象を成立させると言われている。
図書館長 / 今西
眼鏡をかけ白いシャツを着た若い男。魔王側につき学団と対立する。ネモに「君は佐山に利用されている」と警告する。
円状の兵舎を中央で走る壁で分けた、びっしりとした書棚が供えられた半円状の部屋を居室としていた。
砲台の囚人
「学団」の男。「観測所の島」での佐山の前任者。伸び放題の髪と髭でロビンソン・クルーソーのような容姿。
「砲台の島」の崖の中に作られた地下牢に囚人として捕らえられていたが、僕と佐山により解放される。
千夜
魔王の娘。「砲台の島」の書棚に収められた禁書を読むためロープウェイに乗って海を渡る。
魔王と同じ〈創造の魔術〉を使う力が僕にはあるといい、この海域の外にでるためにその力を使えるよう「満月の魔女」を探している。
達磨君
僕が「ノーチラス島」の岩場で見つけた達磨の置物。僕の妄想の話し相手として語り合う。

### 第五章 『熱帯』の誕生
老人 / シンドバッド
帆船が乗り上げた小島に暮らす老人。売り捌くため海に沈む古道具をサルベージしており、食料を無断で食べた僕にその作業を手伝わせる。
名前をシンドバッドと名乗り、かつて奇怪な冒険を経て、魔王の海を荒らしまわる海賊船団を率いていたと昔話を私に語る。
芳蓮堂の主人
古道具屋の主人。サルベージされた古道具を買い取りにボートで老人の島に現れ、僕の求めに応じて芳蓮堂のある島に連れていく。
ナツメ
芳蓮堂の主人の娘。大きな麦わら帽子を被る小学生くらいの女の子。
達磨君や古道具3つから三題噺をして楽しませる僕になつき、僕が古道具屋のある島に行けるよう父親に頼む。
アロハ男
アロハシャツを着た小太りの男。芳蓮堂がある「商店街の島」の桟橋で芳蓮堂の主人やナツメたちを出迎える。
「美術館の島」のおばあさん
美術館で待機する上品なおばあさん。僕と千夜さんを「満月の魔女」の肖像画が飾られる『開かずの展示室』へ案内する。
学団の猿
満月の魔女の召使を名乗る猿満月の月に流れ着いた若きシンドバッドを満月の魔女が住む宮殿まで案内する。
満月の魔女
シャハリヤール王の妃・シャハラザード。満月の月に流れ着いた若きシンドバッドを宮殿に招き入れる。
シンドバッドが故郷バグダードへ生還できる助けを求めると、未完の「物語」を持ち帰るよう交換条件を提示する。

### 後記
佐山 尚一
国立民族学博物館の研究者。後記の語り手。海外や東京での勤務を経て、住まいを関西に落ち着かせる。
36年前の吉野神社での節分祭の夜、千夜さんや今西君とはぐれて『熱帯』に迷い込むが、翌朝、下宿に帰還している。
編集者
ある雑誌の編集者。佐山に雑誌で特集することになった『千一夜物語』についてインタビューする。
小原
研究室での佐山の助手。フランス語が堪能な女性で、『千一夜物語』をフランス語に翻訳したマルドリュスの研究を手伝う。
マルドリュス
『千一夜物語』のフランス語への翻訳の際、『熱帯』の出来事と思われる「失われた一挿話の覚え書き」が書かれた手帖をかたわらに置いていた。
今西
大学時代からの佐山の親友。住まいを関西に落ち着かせた佐山とは年に1，2回会い、交流を続けている。
千夜
大学時代からの佐山の親友。佐山と今西を、池内氏から誘われた都内で開かれる「沈黙読書会」に案内する。
永瀬 栄造
千夜の父親。佐山から『熱帯』の世界での不思議な出来事をただ一人打ち明けられる。
池内氏
輸入家具店の店員。顧客の千夜を都内で開かれる「沈黙読書会」に誘う。
白石
「沈黙読書会」に参加する若い女性。森見登美彦の『熱帯』を読書会に持参する。

## 受賞・候補歴
- 2019年 第16回 本屋大賞 - 4位[3]
- 2019年 6回 高校生直木賞受賞[14]
- 2019年 160回 直木三十五賞 - 候補[2]

## 書誌情報
- 単行本： 文藝春秋、2018年11月16日発売[4]、ISBN 978-4-10-464502-2
- 文庫本： 文春文庫、2021年09月01日発売[5]、ISBN 978-4-10-129052-2

| タイトル              | 初出                              |
| --------------------- | --------------------------------- |
| 第一章 沈黙読書会     | 『マットグロッソ』2010年 - 2011年 |
| 第二章 学団の男       | 『マットグロッソ』2010年 - 2011年 |
| 第三章 満月の魔女     | 『マットグロッソ』2010年 - 2011年 |
| 第四章 不可視の群島   | 書き下ろし                        |
| 第五章 『熱帯』の誕生 | 書き下ろし                        |
| 後記                  | 書き下ろし                        |

## 用語
沈黙読書会
各人が「謎」を抱えた本を持ち寄って語り合う会。参加者はそれがどんな謎であるか語ることができなければならない。たとえ凡庸な謎であっても、持ち寄った謎を解くことが禁じられている。そのかわり、その本に含まれる他の謎、それらの謎から派生する謎、連想した他の本については語ることが許される。
学団
『熱帯』を書見中に紛失し、その結末を知りたい読書家たちの集まり。名称は佐山尚一の 『熱帯』に登場する組織から取られている。
佐山尚一の『熱帯』の作中に登場する学団は、魔王の魔術の秘密を手に入れようと団員を南の島に送り込む組織。
不可視の群島
存在と非存在の狭間にある群島。佐山のいる「観測所」の島だけ確実に存在するが、まわりの島々はあるときは存在し、あるときは存在しない。
群島の海域では海上を二両編成の列車が走るなど、不思議なことが起こる。